# チャムリー侯爵
チャムリー侯爵（英: Marquess of Cholmondeley; /ˈtʃʌmli/）は、イギリスの侯爵位。連合王国貴族。爵位名は「チャムレー」や「チャモレー」などとも表記される。「コルモンデリー」や「チャーモンドレー」といった表記は誤り。
初代オーフォード伯爵ロバート・ウォルポールの曾孫にあたる第4代チャムリー伯爵ジョージ・チャムリーが1815年に叙位されたことに始まる。
当代のチャムリー侯爵は第7代侯爵デイヴィッド・チャムリー。1999年貴族院法によって世襲貴族が自動的に貴族院に議席を持つことはなくなったが、式部卿を世襲しているチャムリー侯爵は紋章院総裁（軍務伯）を世襲しているノーフォーク公と共に例外となり、彼はこの貴族院改革後も議席を持っている。
同族にディラミア男爵家がいる。

## 歴史

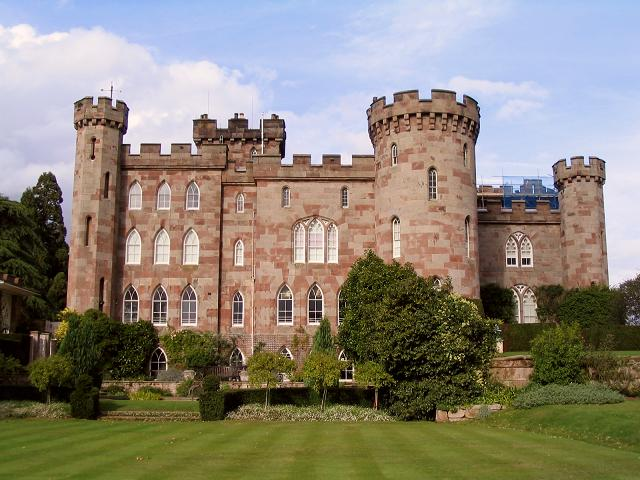
12世紀からチャムリー家が邸宅としてきたチャムリー城（チェシャー州チャムリー）。現在の建物は初代侯爵によって19世紀に建て直されたもので、イングリッシュ・ヘリテッジの第二級指定建築物に指定されている。

チャムリー家は、ノルマン・コンクエストの時よりチェシャー州チャムリーを領してきた旧家である。1542年、ヒュー・チャムリーはスコットランド王国との戦いにあたって100人の兵士を自費で集めたことを賞されてイングランド王ヘンリー8世からナイトに叙任されている。また彼はチェシャー州長官（英語: High Sheriff of Cheshire）などの職も務めた。
サー・ヒューの息子のうち、長男のロバートは1628年に「チャムリー子爵（第1期）」、1646年に「リンスター伯爵」（いずれもアイルランド貴族）に叙されたが、生涯未婚だったためこれらの爵位は1代限りとなった。その弟ヒューの長男である甥のロバートは1661年にアイルランド貴族「チャムリー子爵（第2期）」へ叙され、彼がチャムリー侯爵家の祖先となった。またリンスター伯爵ロバートやヒューの末弟トマスは、ディラミア男爵家の祖先となっている。
初代チャムリー子爵ロバートが1681年に死去すると、長男のヒューが2代子爵となった。彼はウィリアム3世とメアリー2世のイングランド王即位を支持し、名誉革命後の1689年にイングランド貴族「チャムリー男爵」へ叙されてイングランド貴族院へ列し、1706年には「チャムリー伯爵」（イングランド貴族）へ陞叙された。彼はチェシャー州統監（英語: Lord Lieutenant of Cheshire）に任じられた他、王室会計監査官（英語: Comptroller of the Household）や王室出納長官（英語: Treasurer of the Household）といった宮中職も務めた。初代伯爵ヒューは生涯未婚だったが、彼が授けられた爵位の叙爵状には弟ジョージへの継承を認める特別規定（Special remainder）が付されており、これに従ってジョージが2代伯爵となった。

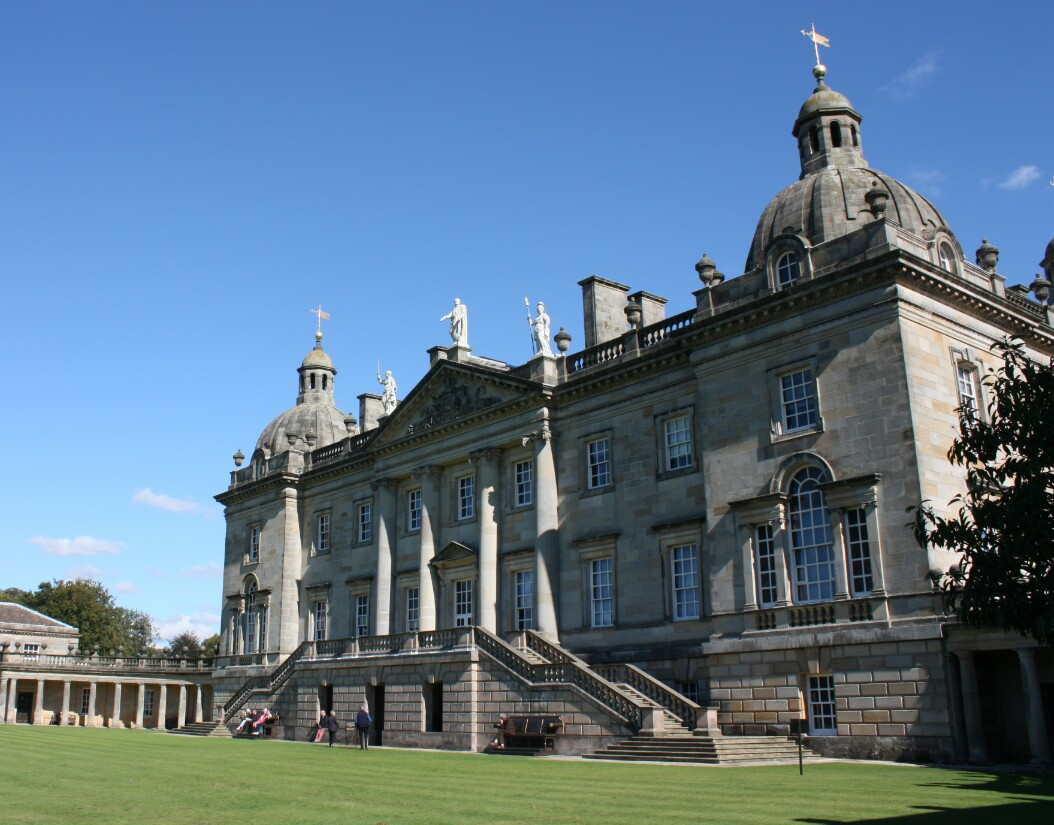
サー・ロバート・ウォルポールのために建てられ、ウォルポールの娘メアリーと3代伯の結婚により伯爵家所有となったハウタン・ホール（ノーフォーク州ハウタン）。イングリッシュ・ヘリテッジの第一級指定建築物に指定されている。

2代チャムリー伯爵となるジョージは傑出した軍人であり、1690年のボイン川の戦いで近衛擲弾騎兵隊を率いて戦ったほか、1692年のステーンケルケの戦いでも戦功を挙げ、最終的には陸軍大将まで昇進している。彼は1715年にアイルランド貴族の「ニューボロー男爵（英語: Baron Newborough）」、1716年にグレートブリテン貴族の「ニューバラ男爵（英語: Baron Newburgh）」に叙された後、1725年に兄からチャムリー伯爵位を相続した。2代伯爵ジョージが没すると、長男のジョージが3代伯爵となった。彼はホイッグ党の政治家で、サー・ロバート・ウォルポールの娘メアリーと結婚、彼の下でランカスター公領大臣を、ヘンリー・ペラムの下で王璽尚書を務めた。
3代伯爵ジョージとメアリー夫妻の長男であるジョージは早世したため、その息子のジョージが4代伯爵となった。彼は第3代ポートランド公爵ウィリアム・キャヴェンディッシュ＝ベンティンクの下でヨーマン・オブ・ザ・ガード隊長を、スペンサー・パーシヴァルの下で王室家政長官（Lord Steward; 王室家令長）を務め、1815年に「ロックサヴェイジ伯爵」および「チャムリー侯爵」に叙された。
2代侯爵となったのは初代侯爵の長男のジョージである。彼は当初庶民院議員であったが1821年に繰上勅書によって「ニューバーグ男爵」として貴族院へ招集されて貴族院議員となった。また母親が第3代アンカスター公爵ペレグリン・バーティーの娘だったことから、第4代アンカスター公爵ロバート・バーティーの死去を受けて式部卿を継承し、以後チャムリー侯爵は代々式部卿を世襲することになった。
2代侯爵が没すると、長男のウィリアムが3代侯爵となった。彼は保守党の政治家で、襲爵前には35年にわたって庶民院議員を務めていた。3代侯爵の没後は彼の唯一の男子であったジョージ、次いでその長男のジョージ、その長男のヒューが侯爵位を相続した。

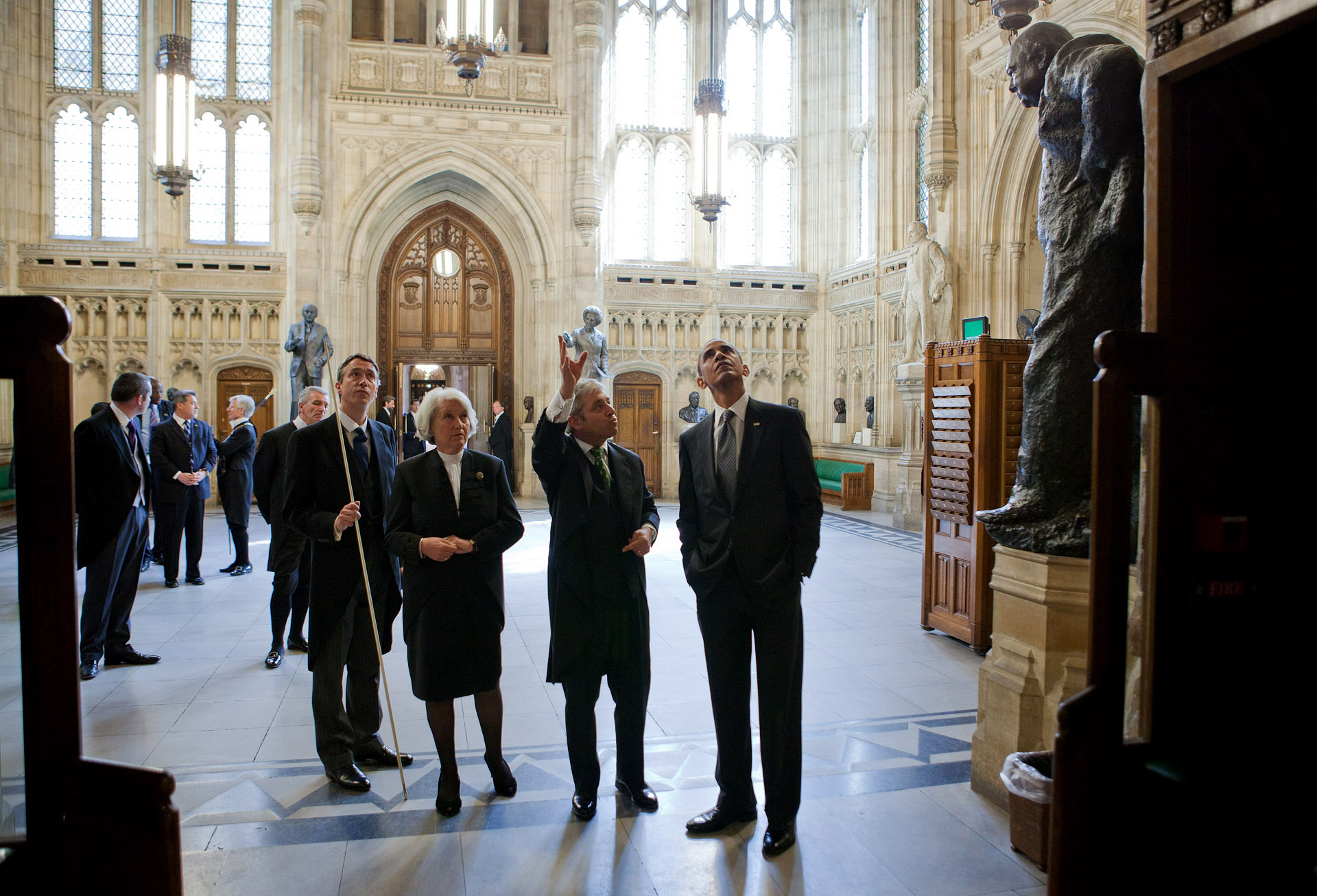
貴族院議長ヘイマン女男爵（左から2人目）や庶民院議長ジョン・バーコウ（右から2人目）とともにアメリカ合衆国大統領バラク・オバマ（右端）にウェストミンスター宮殿を案内する式部卿第7代チャムリー侯爵（左端）。

2014年現在のチャムリー侯爵は6代侯爵の長男であるデイヴィッドで、1990年に襲爵した。1999年貴族院法によって世襲貴族が自動的に貴族院に議席を持つことはなくなったが、式部卿を世襲しているチャムリー侯爵と紋章院総裁（軍務伯）を世襲しているノーフォーク公は例外として議席の世襲が認められ、彼は引き続き貴族院議員となっている。

侯爵位の法定推定相続人は「ロックサヴェイジ伯爵」の、その法定推定相続人は「マルパス子爵」の儀礼称号を称する。
侯爵家の邸宅はノーフォーク州ホートンのホートン・ホールと、チェシャー州チャムリーのチャムリー城である。

## 現当主の保有爵位
現当主である第7代チャムリー侯爵デイヴィッド・チャムリーは以下の爵位を有する。
- 第7代チャムリー侯爵(7th Marquess of Cholmondeley)
(1815年11月22日の勅許状による連合王国貴族爵位)
- 第10代チャムリー伯爵(10th Earl of Cholmondeley)
(1706年12月29日の勅許状によるイングランド貴族爵位)
- 第7代ロックサヴェイジ伯爵(7th Earl of Rocksavage)
(1815年11月22日の勅許状による連合王国貴族爵位)
- 第11代ケルズのチャムリー子爵(11th Viscount Cholmondeley of Kells)
(1661年3月29日の勅許状によるアイルランド貴族爵位)
- 第10代マルパス子爵(10th Viscount Malpas)
(1706年12月29日の勅許状によるイングランド貴族爵位)
- 第10代チェスター州ナンツウィッチのチャムリー男爵(10th Baron Cholmondeley of Namptwich in the County of Chester)
(1689年4月10日の勅許状によるイングランド貴族爵位)
- 第9代ウェックスフォード県ニューボロのニューボロ男爵(9th Baron Newborough, of Newborough in the County of Wexford)
(1715年4月12日の勅許状によるアイルランド貴族爵位)
- 第9代アングルシー島のニューバラ男爵(Baron Newburgh, in the Isle of Anglesey)
(1716年7月10日の勅許状によるグレートブリテン貴族爵位)

## 一覧

### チャムリー子爵 （第2期; 1661年）
- 初代チャムリー子爵ロバート・チャムリー （1681年没）
- 第2代チャムリー子爵ヒュー・チャムリー1662年 - 1725年）
  - 1706年、チャムリー伯爵に叙位

### チャムリー伯爵 （1706年）
- 初代チャムリー伯爵ヒュー・チャムリー （1662年 - 1725年）
- 第2代チャムリー伯爵ジョージ・チャムリー （1666年 - 1733年）
- 第3代チャムリー伯爵ジョージ・チャムリー （1703年 - 1770年）
- 第4代チャムリー伯爵ジョージ・チャムリー（1749年 - 1827年）
  - 1815年、チャムリー侯爵に叙位

### チャムリー侯爵 （1815年）
- 初代チャムリー侯爵ジョージ・チャムリー（1749年 - 1827年）
- 第2代チャムリー侯爵ジョージ・チャムリー （1792年 - 1870年）
- 第3代チャムリー侯爵ウィリアム・チャムリー （1800年 - 1884年）
- 第4代チャムリー侯爵ジョージ・チャムリー（英語版）（1858年 - 1923年）
- 第5代チャムリー侯爵ジョージ・チャムリー（英語版）（1883年 - 1968年）
- 第6代チャムリー侯爵ジョージ・ヒュー・チャムリー（英語版）（1919年 - 1990年）
- 第7代チャムリー侯爵デイヴィッド・チャムリー 1960年 - ）
  - 侯位の法定推定相続人は、当代の長男（双子の兄）のロックサヴェイジ伯爵アレグザンダー（2009年 - ）である。

### 註釈
1. ↑  中世イングランドにおいて国王の大臣であった Great Officer of State のひとつで、王璽尚書の下、大司馬の上に位置する。現在ではウェストミンスター宮殿の管理者としての権限を持つほか、戴冠式において重要な役目を果たす。